# Edward Gal
Edward Gal, född 4 mars 1970 i Rheden, är en nederländsk dressyrryttare. Han och hans senaste häst, hingsten Moorlands Totilas (kallad "Toto"), vann tredubbla guld vid Ryttar-VM 2010 i Lexington 2010, och blev då första ryttare att göra så någonsin. Efter att ha slagit flera världsrekord i internationella tävlingar kallade en amerikansk journalist paret "hästvärldens rockstjärnor".
Gal lever sedan länge i en relation med lagkamraten Hans Peter Minderhoud. Han har intervjuats flera gånger i nederländsk media om sin homosexualitet och sin relation med Minderhoud.